# 22. ceremonia wręczenia Orłów
22. ceremonia wręczenia Orłów za rok 2019, odbyła się 2 marca 2020 roku.
Nominacje do Orłów 2020 ogłoszone zostały 5 lutego 2020 roku. W tym roku zwiększono liczbę nominacji z 3 do 5 (w trzech kategoriach nominacji jest więcej).
W tym roku po raz pierwszy pojawiła się kategoria „Najlepsza charakteryzacja”.
Polskie Nagrody Filmowe zostały wręczone w 19 kategoriach. Po raz czwarty ceremonię transmitowała telewizja Canal+.
Do tej edycji Orłów kandydowały 72 polskie filmy (oraz ich twórcy), które w okresie od 1 stycznia do 31 grudnia 2019 roku, były filmami kinowymi trwającymi co najmniej 70 minut oraz były wyświetlane przynajmniej przez tydzień na otwartych, płatnych pokazach.

## Selekcja

### Konkurs główny
Lista filmów kandydujących do Orłów 2020 na dzień 13 grudnia 2019 roku (kolejność alfabetyczna)
- (Nie)znajomi, reż. Tadeusz Śliwa
- #Jestem M. Misfit, reż. Marcin Ziębiński
- 1800 gramów, reż. Marcin Głowacki
- Boże Ciało, reż. Jan Komasa
- Całe szczęście, reż. Tomasz Konecki
- Catalina, reż. Denijal Hasanović
- Ciemno, prawie noc, reż. Borys Lankosz
- Cienie imperium, reż. Karol Starnawski
- Córka trenera, reż. Łukasz Grzegorzek
- Czarny Mercedes, reż. Janusz Majewski
- Diablo. Wyścig o wszystko, reż. Michał Otłowski
- Diagnosis, reż. Ewa Podgórska
- Dowłatow, reż. Aleksiej German młodszy
- Dzień czekolady, reż. Jacek Piotr Bławut
- Dziura w głowie, reż. Piotr Subbotko
- Fighter, reż. Konrad Maximilian
- Futro z misia, reż. Michał Milowicz, Kacper Anuszewski
- High Life, reż Claire Denis
- Ikar. Legenda Mietka Kosza, reż. Maciej Pieprzyca
- Ja teraz kłamię, reż Paweł Borowski
- Jak poślubić milionera, reż. Filip Zylber
- Jazda obowiązkowa reż. Ewa Kochańska
- Kapitan, reż. Robert Schwentke
- Kobiety mafii 2, reż. Patryk Vega
- Krew Boga, reż. Bartosz Konopka
- Kult. Film, reż. Olga Bieniek
- Kurier, reż. Władysław Pasikowski
- Legiony, reż. Dariusz Gajewski
- Letnie popołudnie, reż. Youssef Ouarrak
- Litość, reż. Babis Makridis
- Maksymiuk. Koncert na dwoje, reż. Tomasz Drozdowicz
- Mała Zagłada reż. Natalia Koryncka-Gruz
- Marek Edelman… i była miłość w getcie, reż. Jolanta Dylewska, Andrzej Wajda
- Miłość i Miłosierdzie, reż. Michał Kondrat
- Miszmasz czyli Kogel Mogel 3, reż. Kordian Piwowarski
- Monument, reż. Jagoda Szelc
- Mowa ptaków, reż. Xawery Żuławski
- Na bank się uda, reż. Szymon Jakubowski
- Niebieskie chachary, reż. Cezary Grzesiuk
- O zwierzętach i ludziach, reż. Łukasz Czajka
- Obywatel Jones, reż. Agnieszka Holland
- Ogród rodzinny. Dezerter, reż. Jan Hrebejk
- Ogród rodzinny: Przyjaciel, reż. Jan Hrebejk
- Ogród rodzinny. Ukochany, reż. Jan Hrebejk
- Ostatnia góra, reż. Dariusz Załuski
- Pan T., reż. Marcin Krzyształowicz
- Piłsudski, reż. Michał Rosa
- Planeta singli 3, reż. Sam Akina, Michał Chaciński
- Polityka, reż. Patryk Vega
- Powrót, reż. Magdalena Łazarkiewicz
- Proceder, reż. Michał Węgrzyn
- Przypadek Johanny Langefeld. reż. Władek Jurkow, Gerburg Rohde-Dahl
- Rzeka, reż. Emir Baigazin
- Serce do walki, reż. Kacper Anuszewski
- Słodki koniec dnia, reż. Jacek Borcuch
- Sługi wojny, reż. Mariusz Gawryś
- Solid Gold, reż. Jacek Bromski
- Stan wyjątkowy, reż. Vinko Bresan
- Supernova, reż. Bartosz Kruhlik
- Ukryta gra, reż. Łukasz Kośmicki
- Ułaskawienie, reż. Jan Jakub Kolski
- Underdog, reż. Maciej Kawulski
- Wilkołak, reż. Adrian Panek
- Władcy przygód. Stąd do Oblivio, reż. Tomasz Szafrański
- Wspomnienie lata, reż. Adam Guziński
- Z pianą na ustach, reż. Janis Nords
- Zabawa, zabawa, reż. Kinga Dębska
- Złota, reż. Tomasz Knittel
- Żelazny most, reż. Monika Jordan-Młodzianowska
- Żniwa, reż. Etienne Kallos

### Film dokumentalny
Lista filmów kandydujących w kategorii Najlepszy Film Dokumentalny:

- ,,447″ reż. Mariusz Pilis
- Amnezja reż. Maciej Kuciel
- Bez tabu. Epidemia otyłości u dzieci reż. Ewa Łukasiewicz
- Bez tabu. Gry – dziecięcy nałóg reż. Ewa Łukasiewicz
- Całe życie w kinie reż. Zbigniew Kowalewski
- Cheerleaderki reż. Sławomir Witek
- Cienie imperium reż. Karol Starnawski
- Człowiek przyszłości reż. Małgorzata Łupina
- Czysta sztuka reż. Maksim Szwed
- Diagnosis reż. Ewa Podgórska
- Dni przemiany reż. Tomasz Jurkiewicz
- Eugeniusz Kwiatkowski. Mąż stanu reż. Miroslaw Bork
- Fukushima – Wstęp wzbroniony reż. Jakub Baryga, Piotr Dziemdziela
- Gramatyka nieobecności reż. Dagmara Drzazga
- Hiramnoy Ghoshal. Nurtem dwóch rzek reż. Tadeusz Śmiarowski
- In Touch reż. Paweł Ziemilski
- Jazda obowiązkowa reż. Ewa Kochańska
- Johann Scheffler – mistyczna opowieść reż. Janusz Sozański
- KapelMistrze: Dzika Muzyka reż. Tomasz Knittel
- Kocham życie reż. Zbigniew Gajzler
- Kraj wojny i marzeń reż. Jadwiga Nowakowska
- Kult. Film reż. Olga Bieniek
- Listy śmierci reż. Hanna Etemadi
- Lot do wolności reż. Grzegorz Linkowski
- Luftwaffe 39: Zbrodnia nieukarana reż. Rafał Geremek
- Luxus: prosta historia reż. Agnieszka Mazanek
- Magik reż. Włodzimierz Gołaszewski
- Maksymiuk. Koncert na dwoje reż. Tomasz Drozdowicz
- Mała Zagłada reż. Natalia Koryncka-Gruz
- Marek Edelman… i była miłość w getcie reż. Jolanta Dylewska
- Martwy sezon reż. Dagmara Drzazga
- Milczące pokolenie reż. Paweł Domański
- Miłość i puste słowa reż. Małgorzata Imielska
- Mnich z morza reż. Rafał Skalski
- Moja Solidarność cz. 1 reż. Sławomir Koehler
- Moja Solidarność cz. 2 reż. Sławomir Koehler
- My, Naród reż. Ewa Ewart, Jacek Stawiski
- Nasza Hypatia reż. Tomasz Kamiński
- Niebieskie chachary reż. Cezary Grzesiuk
- Niech wiatr rozwieje wasze grzywy reż. Agnieszka Gomułka
- O zwierzętach i ludziach reż. Łukasz Czajka
- Ofiarowanie reż. Józef Szymura
- Ossolińczycy – 200 lat historii reż. Krzysztof Kunert
- Ostatni bój reż. Grzegorz Gajewski
- Ostatnia góra reż. Dariusz Załuski
- Piaśnica reż. Mariusz Sławiński
- Pionierzy reż. Krzysztof Kunert
- Ponary. Nóż w serce reż. Bronisław Bubiak
- Powstanie sejneńskie 1919 reż. Stefan Skrzypczak
- Powstanie Wielkopolskie. Bitwa o Chodzież reż. Paweł Różycki
- Powstanie Wielkopolskie. Czarnków Odzyskany reż. Paweł Różycki
- Przetrwać na Alasce reż. Małgorzata Łupina
- Przypadek Johanny Langefeld reż. Władek Jurkow, Gerburg Rohde-Dahl
- Radio Siriri reż. Maciej Nawrotkiewicz
- Republika. Narodziny legendy reż. Ryszard Kruk
- Rosja i Chiny. Małżeństwo z wyrachowania reż. Barbara Włodarczyk
- Rzeczpospolita reaktywacja reż. Anna Ferens
- Skazany na zapomnienie. Wacław Lipiński reż. Marzena Kumosińska
- Solidarność walcząca ca kontra komunizm reż. Włodzimierz Kuligowski
- Sprawiedliwość reż. Mariusz Pilis
- Stefan Starzyński – śledztwo umorzono reż. Hanna Etemadi
- Stefan Sutkowski i inni Kochankowie Opery reż. Ryszard Maciej Nyczka
- Symfonia Fabryki Ursus reż. Jaśmina Wójcik
- Szyszko Bohusz – architekt Niepodległej reż. Maria Guzy
- Takie małe miasteczko Batory reż. Anna Dejczer- Galewicz
- Taśmy Chromińskiego reż. Jerzy Lubach
- Tylko nie mów nikomu reż. Tomasz Sekielski
- Warsztaty świata – Orska w Meksyku reż. Paulina Tamulewicz, Jacek Lisowski
- Wiatr. Thriller dokumentalny reż. Michał Bielawski
- Wolność jak płomień reż. Iwona Sadowska
- Wybraniec reż. Marta Kądziela
- Wytrwałość reż. Małgorzata Imielska
- Z archiwum zimnej wojny reż. Jan Sosiński
- Zamordowane dzieciństwo reż. Marcin Bradke
- Zapora. Energia dla Niepodległej reż. Ewa Święs – Kucybała
- Ziggy Dust reż. Ryszard Kruk
- Złota reż. Tomasz Knittel
- Znaki reż. Wojciech Klimala

### Serial
Lista produkcji kandydujących w kategorii Najlepszy filmowy serial fabularny:

- Chyłka. Zaginięcie
- Chyłka. Kasacja
- Echo serca
- Echo serca Sezon 2
- Odwróceni. Ojcowie i córki
- Pod powierzchnią Sezon 2
- Przyjaciółki Sezon 13
- Pułapka Sezon 2
- Stulecie Winnych
- Ultraviolet 2.0
- Wataha Sezon 3
- Zasada przyjemności
- Zawsze warto
- Żmijowisko

## Nominacje

### Najlepszy Film
- Boże Ciało
  - Ikar. Legenda Mietka Kosza
  - Obywatel Jones
  - Pan T.
  - Supernova

### Najlepsza Główna Rola Męska
- Bartosz Bielenia – Boże Ciało
  - Jacek Braciak – Córka trenera
  - Dawid Ogrodnik – Ikar. Legenda Mietka Kosza
  - Paweł Wilczak – Pan T.
  - Borys Szyc – Piłsudski

### Najlepsza Główna Rola Kobieca
- Aleksandra Konieczna – Boże Ciało
  - Maria Sobocińska – Pan T.
  - Krystyna Janda – Słodki koniec dnia
  - Agata Kulesza – Zabawa, zabawa
  - Dorota Kolak – Zabawa, zabawa

### Najlepsza Reżyseria
- Jan Komasa – Boże Ciało
  - Maciej Pieprzyca – Ikar. Legenda Mietka Kosza
  - Agnieszka Holland – Obywatel Jones
  - Marcin Krzyształowicz – Pan T.
  - Bartosz Kruhlik – Supernova

### Najlepszy Scenariusz
- Mateusz Pacewicz – Boże Ciało
  - Maciej Pieprzyca – Ikar. Legenda Mietka Kosza
  - Andrzej Żuławski – Mowa ptaków
  - Andrea Chalupa – Obywatel Jones
  - Marcin Krzyształowicz i Andrzej Gołda – Pan T.

### Najlepsza Drugoplanowa Rola Męska
- Łukasz Simlat – Boże Ciało
- Robert Więckiewicz – Ukryta gra
  - Tomasz Ziętek – Boże Ciało
  - Andrzej Chyra – Mowa ptaków
  - Sebastian Stankiewicz – Pan T.

### Najlepsza Drugoplanowa Rola Kobieca
- Eliza Rycembel – Boże Ciało
  - Agata Buzek – Córka trenera
  - Jowita Budnik – Ikar. Legenda Mietka Kosza
  - Marta Żmuda-Trzebiatowska – Mowa ptaków
  - Katarzyna Smutniak – Słodki koniec dnia

### Najlepsze Zdjęcia
- Piotr Sobociński Jr. – Boże Ciało
  - Andrzej J. Jaroszewicz, Marian Prokop – Mowa ptaków
  - Tomasz Naumiuk – Obywatel Jones
  - Adam Bajerski – Pan T.
  - Paweł Edelman – Ukryta gra

### Najlepsza Scenografia
- Magdalena Dipont, Robert Czesak, Beata Karaś – Pan T.
  - Marek Zawierucha, Andrzej Górnisiewicz – Boże Ciało
  - Joanna Anastazja Wójcik – Ikar. Legenda Mietka Kosza
  - Grzegorz Piątkowski, Kinga Babczyńska – Obywatel Jones
  - Allan Starski – Ukryta gra

### Najlepsza Muzyka
- Leszek Możdżer – Ikar. Legenda Mietka Kosza
  - Evgueni Galperine – Boże Ciało
  - Paweł Szymański – Dziura w głowie
  - Andrzej Korzyński – Mowa ptaków
  - Maciej Zieliński – Sługi wojny

### Najlepsze Kostiumy
- Magdalena Biedrzycka – Pan T.
  - Dorota Roqueplo – Boże Ciało
  - Agata Culak – Ikar. Legenda Mietka Kosza
  - Michał Kowalewski – Kurier
  - Anna Englert – Mowa ptaków
  - Aleksandra Staszko – Obywatel Jones
  - Ewa Gronowska – Ukryta gra

### Najlepsza Charakteryzacja
- Dariusz Krysiak – Krew Boga
  - Aneta Brzozowska i Monika Jan-Łechtańska – Czarny mercedes
  - Karolina Kordas i Anna Ampulska – Jak zostałem gangsterem. Historia prawdziwa
  - Dariusz Krysiak i Mirosława Wojtczak – Piłsudski
  - Agnieszka Hodowana i Ewa Drobiec – Ukryta gra
  - Dariusz Krysiak – Wilkołak
  - Janusz Kaleja – Kurier
  - Janusz Kaleja – Obywatel Jones
  - Anna Dąbrowska – Legiony
  - Dominika Dylewska – Pan T.

### Najlepszy Montaż
- Przemysław Chruścielewski – Boże Ciało
  - Piotr Kmiecik – Ikar. Legenda Mietka Kosza
  - Andrzej Dąbrowski – Krew Boga
  - Michał Czarnecki – Obywatel Jones
  - Wojciech Mrówczyński – Pan T.
  - Jarosław Kamiński – Wilkołak

### Najlepszy Dźwięk
- Maciej Pawłowski i Robert Czyżewicz – Ikar. Legenda Mietka Kosza
  - Tomasz Wieczorek, Kacper Habisiak i Marcin Kasiński – Boże Ciało
  - Bartłomiej Bogacki, Kacper Habisiak i Marcin Kasiński – Kurier
  - Piotr Domaradzki i Barbara Domaradzka – Pan T.
  - Bartłomiej Bogacki, Jarosław Bajdowski i Michał Fojcik – Ukryta gra

### Najlepszy Dokument
- Tylko nie mów nikomu, reż. Tomasz Sekielski
  - Diagnosis, reż. Ewa Podgórska
  - In Touch, reż. Paweł Ziemilski
  - Jazda obowiązkowa, reż. Ewa Kochańska
  - Maksymiuk. Koncert na dwoje, reż. Tomasz Drozdowicz
  - Marek Edelman… i była miłość w Getcie, reż. Jolanta Dylewska
  - Miłość i puste słowa, reż. Małgorzata Imielska
  - Symfonia Fabryki Ursus, reż. Jaśmina Wójcik
  - Wiatr. Thriller dokumentalny, reż. Michał Bielawski

### Najlepszy Film Europejski
(Kraj produkcji • Reżyser – Tytuł)
- • Jorgos Lantimos – Faworyta
  -  • Pedro Almodóvar – Ból i blask
  -  • Tamara Kotevska, Ljubomir Stefanov – Kraina miodu
  - / • Roman Polański – Oficer i szpieg
  -  •  Kantemir Bałagow – Wysoka dziewczyna

### Najlepszy filmowy serial fabularny
- Wataha
  - Chyłka. Zaginięcie
  - Chyłka. Kasacja
  - Odwróceni. Ojcowie i córki
  - Żmijowisko

### Odkrycie Roku
- Mateusz Pacewicz – za scenariusz do filmu Boże Ciało
  - Cyprian Grabowski – za rolę w filmie Ikar. Legenda Mietka Kosza
  - Bartosz Kruhlik – za scenariusz do filmu Supernova
  - Bartosz Kruhlik – za reżyserię filmu Supernova
  - Łukasz Kośmicki – za reżyserię filmu Ukryta gra

### Nagroda Publiczności
- Boże Ciało, reż. Jan Komasa
  - Ikar. Legenda Mietka Kosza, reż. Maciej Pieprzyca
  - Obywatel Jones, reż. Agnieszka Holland
  - Pan T., reż. Marcin Krzyształowicz
  - Supernova, reż. Bartosz Kruhlik

## Podsumowanie liczby nominacji
Produkcje z największą liczbą nominacji (powyżej dwóch):
- 15 – Boże Ciało
- 12 – Pan T.
- 11 – Ikar. Legenda Mietka Kosza
- 8 – Obywatel Jones
- 7 – Ukryta gra
- 6 – Mowa ptaków
- 4 – Supernova
- 3 – Kurier

## Kontrowersje
Prowadzący cermenonię mimo wyartykułowanych apeli o nieupolitycznianie wydarzenia, sam w żartach nawiązywał do bieżącej polityki oraz po raz kolejny żartował z katastrofy smoleńskiej. W ceremonii uczestniczyła Małgorzata Kidawa-Błońska, członek Polskiej Akademii Filmowej, kandydatka Platformy Obywatelskiej na prezydenta, którą prezydent Akademii pozdrowił ze sceny i zasugerował „Małgosiu, bardzo ci do twarzy z tak wysokim stanowiskiem”.